# Nikolas Matinpalo
Nikolas Matinpalo, född 5 oktober 1998, är en finländsk professionell ishockeyback som är kontrakterad till Ottawa Senators i National Hockey League (NHL) och spelar för Belleville Senators i American Hockey League (AHL).
Han har tidigare spelat för Ilves och Ässät i Liiga och Koovee i Mestis.
Matinpalo blev aldrig NHL-draftad.

## Statistik
| 2018–2019     | Ilves               | Liiga         | 30  | 2  | 4  | 6  | 10  | 7  | 0 | 0 | 0 | 4 |
|               | Koovee              | Mestis        | 2   | 0  | 0  | 0  | 0   | —  | — | — | — | — |
| 2019–2020     | Ilves               | Liiga         | 33  | 0  | 1  | 1  | 47  | —  | — | — | — | — |
|               | Koovee              | Mestis        | 13  | 1  | 2  | 3  | 10  | —  | — | — | — | — |
| 2020–2021     | Ilves               | Liiga         | 11  | 0  | 0  | 0  | 6   | —  | — | — | — | — |
|               | Koovee              | Mestis        | 1   | 0  | 1  | 1  | 0   | —  | — | — | — | — |
|               | Ässät               | Liiga         | 30  | 1  | 2  | 3  | 18  | —  | — | — | — | — |
| 2021–2022     | Ässät               | Liiga         | 50  | 4  | 4  | 8  | 20  | —  | — | — | — | — |
| 2022–2023     | Ässät               | Liiga         | 51  | 7  | 9  | 16 | 20  | 8  | 0 | 4 | 4 | 4 |
| 2023–2024     | Ottawa Senators     | NHL           | 1   | 0  | 0  | 0  | 0   | —  | — | — | — | — |
|               | Belleville Senators | AHL           | 4   | 1  | 0  | 1  | 0   | —  | — | — | — | — |
| NHL totalt    | NHL totalt          | NHL totalt    | 1   | 0  | 0  | 0  | 0   | —  | — | — | — | — |
| Liiga totalt  | Liiga totalt        | Liiga totalt  | 205 | 14 | 20 | 34 | 121 | 15 | 0 | 4 | 4 | 8 |
| Mestis totalt | Mestis totalt       | Mestis totalt | 16  | 1  | 3  | 4  | 10  | —  | — | — | — | — |

### Internationellt
| Källa: Uppdaterad: 2023-10-29 | Källa: Uppdaterad: 2023-10-29 | Källa: Uppdaterad: 2023-10-29 |         | Utv = Utvisningsminuter | Utv = Utvisningsminuter | Utv = Utvisningsminuter | Utv = Utvisningsminuter | Utv = Utvisningsminuter |
| År                            | Lag                           | Mästerskap                    | Matcher | Mål                     | Assists                 | Poäng                   | Utv                     |                         |
| ----------------------------- | ----------------------------- | ----------------------------- | ------- | ----------------------- | ----------------------- | ----------------------- | ----------------------- | ----------------------- |
| 2023                          | Finland                       | VM                            | 8       | 1                       | 2                       | 3                       | 0                       |                         |
| Senior totalt                 | Senior totalt                 | Senior totalt                 | 8       | 1                       | 2                       | 3                       | 0                       |                         |